# Lebanon (Missouri)
Lebanon è una città ed è il capoluogo della contea di Laclede, Missouri, Stati Uniti. La popolazione era di 14 474 abitanti al censimento del 2010.

## Geografia fisica
Secondo l'Ufficio del censimento degli Stati Uniti, ha una superficie totale di 14,72 mi² (38,12 km²).

## Storia
Lebanon fu fondata nel 1849. La comunità prese il nome dall'omonima città nel Tennessee, da dove provenivano molti dei primi coloni.

## Società

### Evoluzione demografica
Secondo il censimento del 2010, la popolazione era di 14 474 abitanti.

### Etnie e minoranze straniere
Secondo il censimento del 2010, la composizione etnica della città era formata dal 94,1% di bianchi, l'1,3% di afroamericani, lo 0,6% di nativi americani, lo 0,7% di asiatici, lo 0,1% di oceanici, lo 0,7% di altre razze, e il 2,4% di due o più razze. Ispanici o latinos di qualunque razza erano il 2,6% della popolazione.